# アーシング
アーシングとは、自動車の電装系統におけるマイナス極への配線の抵抗を減少させることで、各部に必要十分な電力を供給し、ヘッドライトの照度や燃費性能等に改善効果があるとされる手法である。

## 名の由来
「earth+ing」から派生した造語で、いわゆる和製英語。「アースボンディング」「アースチューン」とも呼ばれる。

## アーシングの始まりと原理

### アーシング
「アースボンディング」の考えをさらに発展させ、バッテリーのマイナス極と各電装部品間を電気抵抗率のより低い電線で直接結線する改修をアーシングと呼ぶ。
アーシングは元々、車体での電気導通が期待しにくいFRP 等の樹脂類を車体に用いた改造車両や、わずかな電気伝導損失にすらこだわるようなレース用車両での機能確保、腐食劣化が進んだ旧年式車の修理ないしメンテナンスの一手段であり、本来の性能以上の効果を得るものではなかった。
だが、その後はより強大な発電力を得ることや燃焼効率を上げることなど本来の性能が引き出せるようにすることを謳い、あるいはエンジンルーム内のドレスアップ目的でアーシングする事例が増えた。また、プラス極側の配線を同様に強化するプラスチューンというものもある。

### 効果に対する議論
近年の多くの車種では、工場出荷時より機能を満たす上での最低限のアースボンディングが既に配されており、「更にアース線を追加することに科学的・客観的に見て意味があるのか」については賛否両論がある。低コスト化、軽量化のために「必要にして最低下限の機能を果たす」接続しかされていないことも十分考えられるし、逆に燃料の完全燃焼を促すために十分な接続がされていることも考えられる。

## 効果
- エンジントルクや燃費性能の改善[1]、ヘッドライト光量の増加[1]、カーオーディオの音質改善に効果があるとされる。
- 特に、最初の配線が貧弱な軽自動車では、抵抗値の低い（太い）電線を取り付けることで効果があるとされる。腐食しやすい場所に純正で配線されていることもあり、それだとアーシングが補修になることもある。
- 古い車両（特にオートバイ）では、セルモーターの性能が低い場合があり、セルモーターへのアーシングが若干の解決策となることがある。
- 古い車両（特にオートバイ）では、劣化した配線系の電気抵抗で灯火器が暗くなる場合があり、光量の確保に対してはアーシングが若干の解決策となることがあるが、光量の確保に対しては灯火器にリレーを介在させる方が有効である。

## 注意点
- メーカーの電気的設計を崩すことになるので、電気工学の知識がない場合は行うべきでない。
- 一般的にダイレクトイグニッションエンジンを採用する車体へのアーシングはエンジンのトータルバランスが崩れ、性能低下を引き起こす場合が多いとされる。そうでない場合も、車種や状態によってはオーディオの音質が更に悪化したり、ヘッドライトのバルブ、スパークプラグ、バッテリー等の各種電装品の寿命が短くなる場合もある。
- 近年の市販車では、高温に曝されるエンジンルーム内へは少なくともJASO D608以上の性能を備えた耐振動性・耐熱性・耐燃性の高い配線材が使用されている。これに対し、十分な知識やテストを行わずに普通の電線を使うことは危険を招くことがある。
- 一部を除き、火花点火・電子制御式インジェクション燃料噴射車両では、アーシング作業時のバッテリー脱着の際に燃焼や変速条件のデータ初期化および再学習が行われることがあり、これによる走行性能の変化と区別することは困難である。
- バッテリー端子への脱着作業があり、端子の増締や接触面の汚れの除去が行われることを考慮すること。